# Matelea tenuis
Matelea tenuis är en oleanderväxtart som beskrevs av R. E. Woodson. Matelea tenuis ingår i släktet Matelea och familjen oleanderväxter. Inga underarter finns listade i Catalogue of Life.